# Tropidia bambusifolia
Tropidia bambusifolia là một loài thực vật có hoa trong họ Lan. Loài này được (Thwaites) Trimen miêu tả khoa học đầu tiên năm 1885.